# SPATA9
SPATA9 (англ. Spermatogenesis associated 9) – білок, який кодується однойменним геном, розташованим у людей на 5-й хромосомі. Довжина поліпептидного ланцюга білка становить 254 амінокислот, а молекулярна маса — 28 740.
| 10         |  | 20         |  | 30         |  | 40         |  | 50         |
| ---------- |  | ---------- |  | ---------- |  | ---------- |  | ---------- |
| MPIKPVGWIC |  | GQVLKNFSGR |  | IEGIQKAIMD |  | LVDEFKDEFP |  | TILRLSQSNQ |
| KREPAQKTSK |  | IRMAIALAKI |  | NRATLIRGLN |  | SISRSSKSVA |  | KLLHPQLACR |
| LLELRDISGR |  | LLREVNAPRQ |  | PLYNIQVRKG |  | SLFEIISFPA |  | KTALTSIIYA |
| SYAALIYLAV |  | CVNAVLKKVK |  | NIFQEEESIR |  | QNREESENCR |  | KAFSEPVLSE |
| PMFAEGEIKA |  | KPYRSLPEKP |  | DISDYPKLLA |  | NKQSNNIQVL |  | HSVFDQSAEM |
| NEQI       |  |            |  |            |  |            |  |            |

A: Аланін

C: Цистеїн

D: Аспарагінова кислота

E: Глутамінова кислота

F: Фенілаланін

G: Гліцин

H: Гістидин

I: Ізолейцин

K: Лізин

L: Лейцин

M: Метіонін

N: Аспарагін

P: Пролін

Q: Глутамін

R: Аргінін

S: Серин

T: Треонін

V: Валін

W: Триптофан

Кодований геном білок за функцією належить до білків розвитку. 
Задіяний у таких біологічних процесах, як диференціація клітин, сперматогенез, альтернативний сплайсинг. 
Локалізований у мембрані.